# Rue Blomet
La rue Blomet est une voie du 15e arrondissement de Paris. Son nom a d'abord été celui des rues Éblé et Oudinot puis a été, avec le développement urbain de Vaugirard, étendu à la Renaissance au sentier des Chiens, renommé « voie des Bruyères », qui, entre les routes de Sèvres et de Vaugirard, conduisait depuis Saint-Germain-des-Prés à Issy.

## Situation et accès
La rue Blomet commence rue Lecourbe et aboutit rue Saint-Lambert.
Elle traverse la rue des Volontaires, la rue Cambronne, la rue de l'Abbé-Groult et la rue de la Convention.
La rue de Javel, la rue Alain-Chartier, la rue Ferdinand-Fabre, la rue Gerbert, la rue Jeanne-Hachette, la rue Pétel, la rue Maublanc, la rue Péclet, la place Adolphe-Chérioux, la rue de l'Amiral-Roussin, la rue du Général-Beuret, la place du Général-Beuret, la ruelle du Soleil-d'Or, la rue Borromée, la rue Copreaux et la rue Émile-Duclaux commencent ou aboutissent rue Blomet.

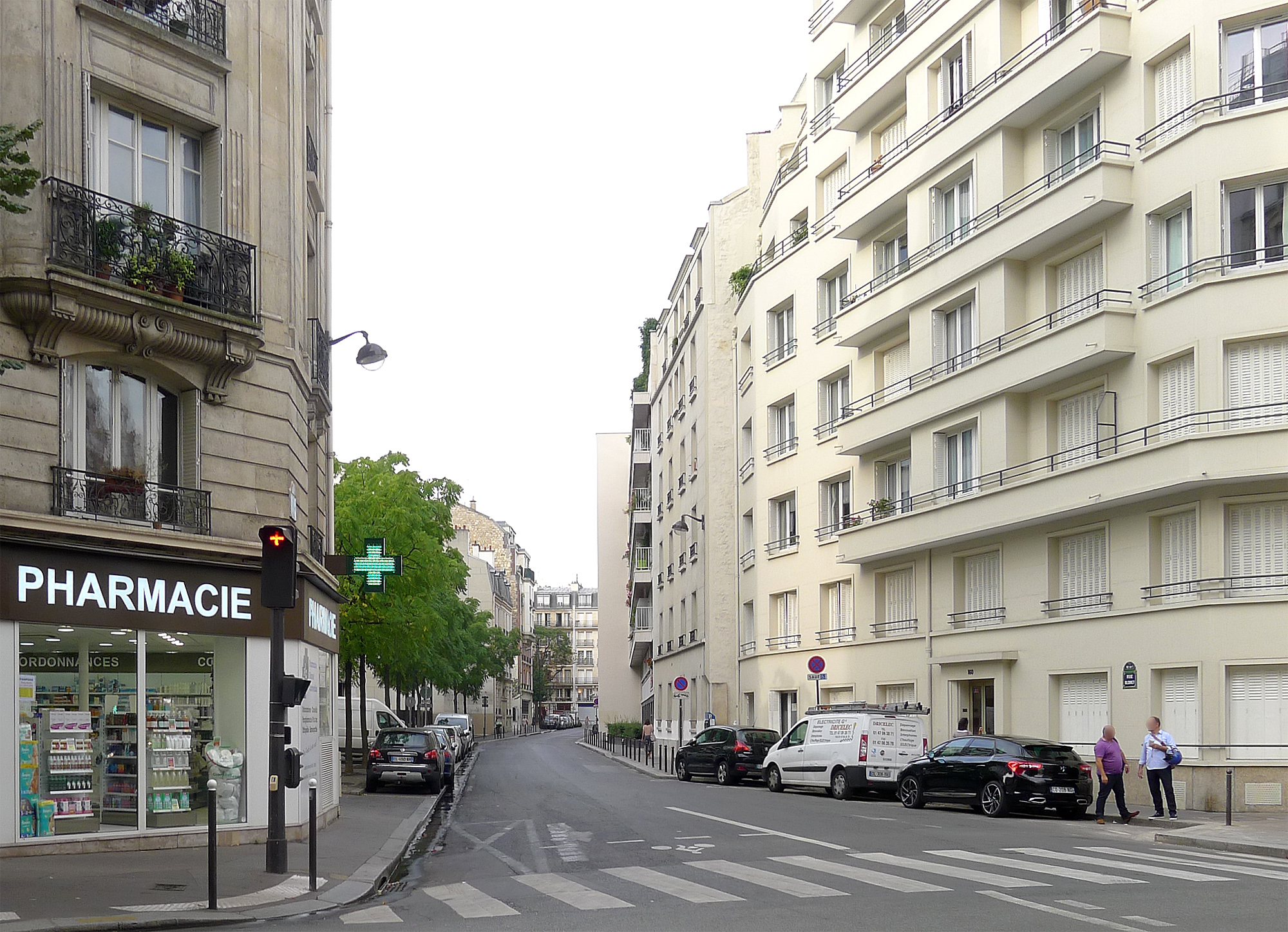
La rue Blomet depuis la rue de la Convention.
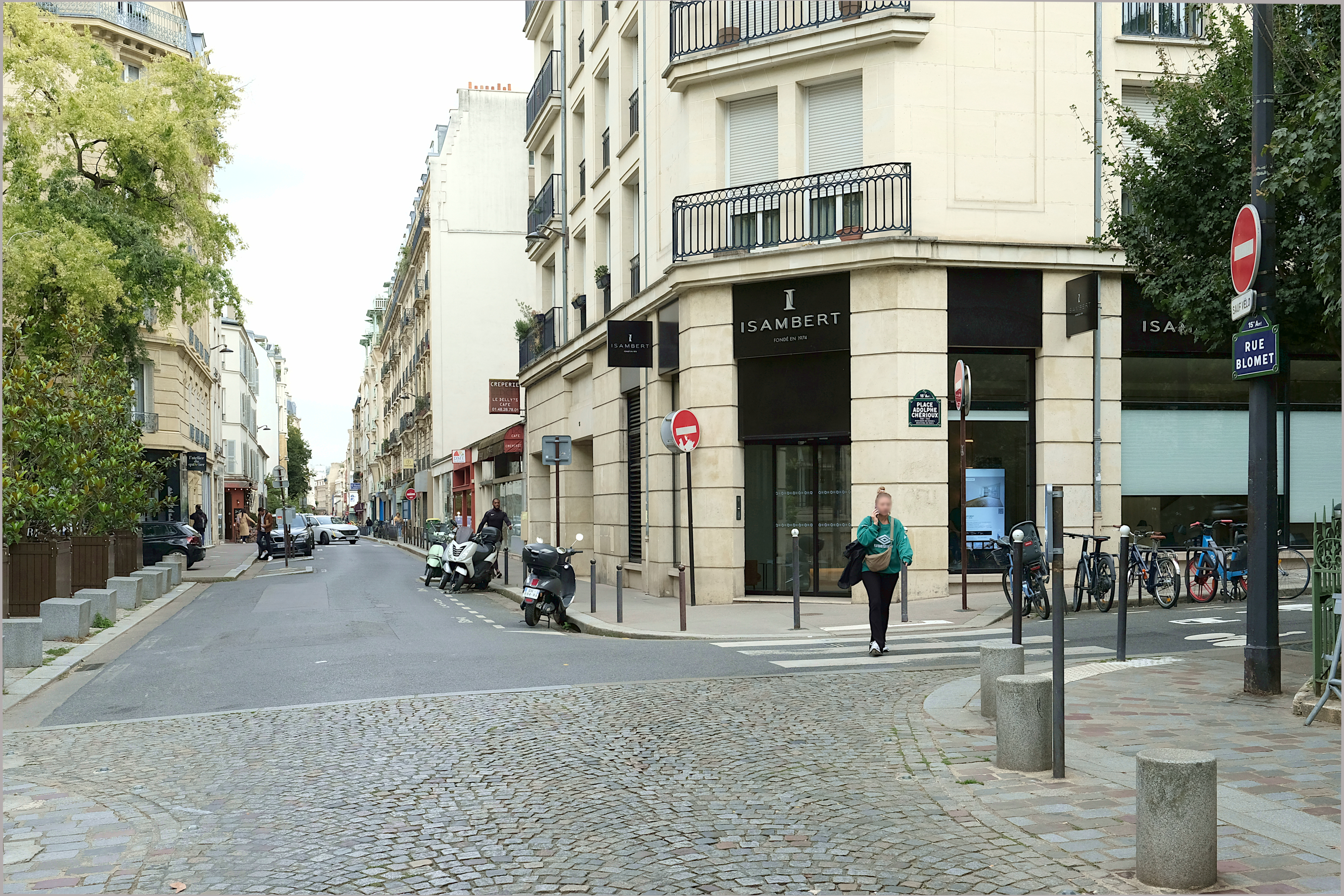
La rue au niveau du square Adolphe-et-Jean-Chérioux.
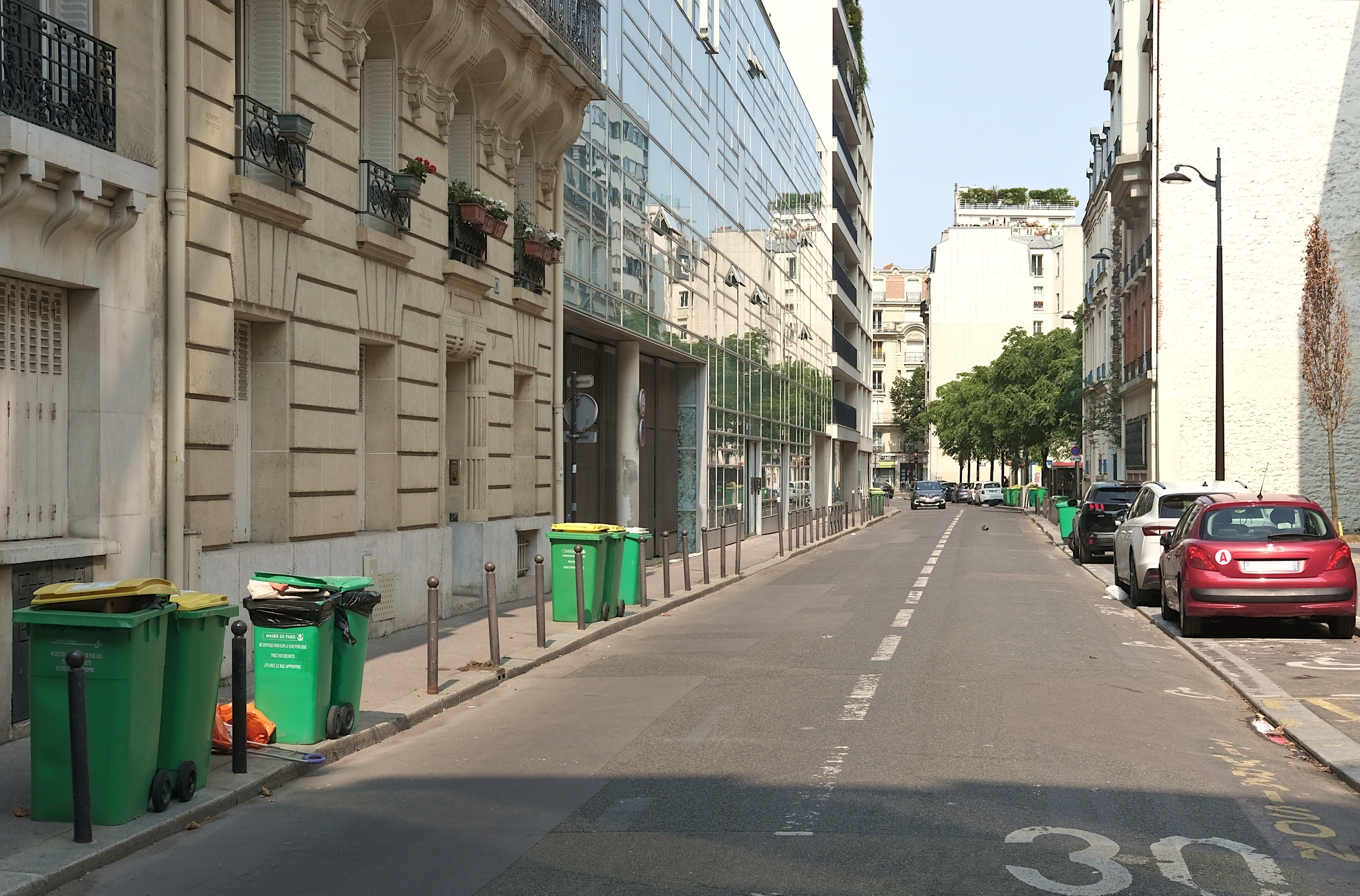
La rue depuis la rue Saint-Lambert.

Ce site est desservi par les stations de métro Convention, Vaugirard, Sèvres - Lecourbe et Volontaires.

## Origine du nom

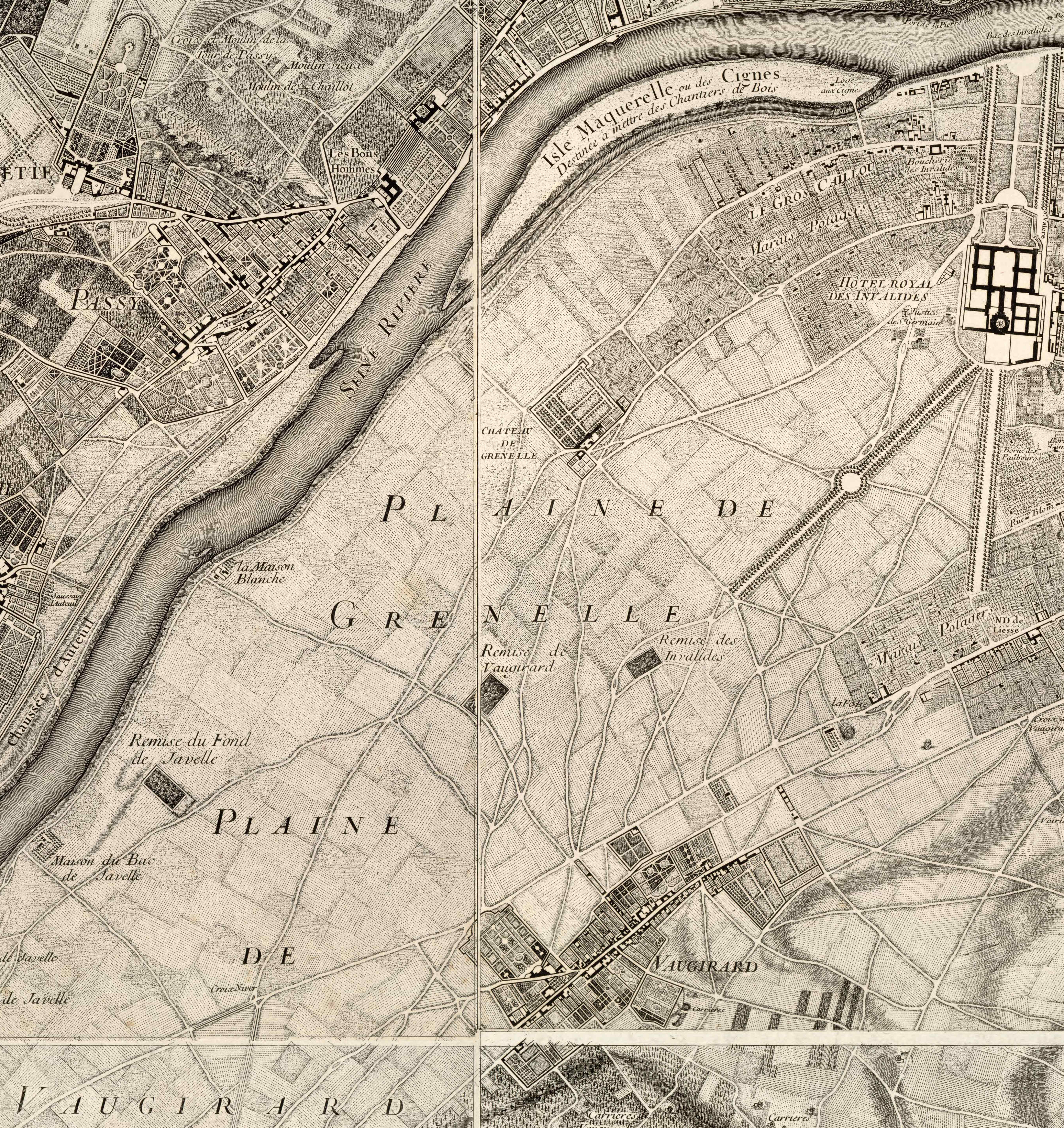
Sur ce plan de 1739, la rue Blomet se situe à l'est de ce qui est aujourd'hui l'avenue de Breteuil et n'est pas encore reliée directement au sentier des Chiens qui passe au sud de La Folie et au nord de Vaugirard.

Un chemin dit « de Blomet » figure sur un plan de 1667. Celui-ci se retrouve sur le plan de Jouvin de Rochefort de 1672 sous le nom de « chemin d'Icy et de Meudon ».
L'odonyme « rue Blomet » désignait, au XVIIIe siècle, les actuelles rues Éblé et Oudinot, comme le montrent le plan Roussel de Paris, qui a été levé entre 1730 et 1739, et le plan de Turgot. Cette présence d'une rue Blomet dans le faubourg Saint-Germain explique qu'on trouve le nom de « rue Blomet » attribué, à tort, sur le plan de Vaugondy (1760), à la voisine rue de Babylone. Après l'érection du mur des Fermiers généraux à partir de 1786, c'est une autre rue, sortant de Paris dans la même direction générale mais plus au sud en suivant le chemin d'Issy, qui fut appelée « rue Neuve Blomet ». Au-delà de l'actuelle place du Général-Beuret, le chemin, appelé « sentier des Chiens », a été complaisamment renommé « voie des Bruyères ». C'est à la réunion en 1863 de la rue Neuve Blomet et de la voie des Bruyères que revient finalement de nom de « rue Blomet ».
Certains plans anciens portent « Plomet » et non « Blomet ». Blomet, parfois écrit « Blaumet », n'appartient pas au vocabulaire de l'ancien français, à moins qu'il ne s'agisse d'une variante de l'adjectif « plommet », qui qualifie une marchandise, tel qu'un tissu, certifié conforme par un sceau en plomb, lui-même appelé « plommet », dont la pose est confiée à un plommetier. Le substantif « plommet » désigne aussi une petite pièce en plomb, en particulier celle qui sert de fil à plomb.
Ainsi, le terme n'est-il pas compris par la nouvelle population qui se développe sous le Directoire et la rue, pour la partie nord intra muros prend le nom de « rue Plumet ». Ce changement de nom est évoqué dans Les Misérables : « Vers le milieu du siècle dernier, un président à mortier au parlement de Paris ayant une maîtresse et s'en cachant (...) fit construire « une petite maison » faubourg Saint-Germain, dans la rue déserte de Blomet, qu'on nomme aujourd'hui rue Plumet, non loin de l'endroit qu'on appelait alors le Combat des Animaux ... ». Ce nom déformé demeure jusqu'au 30 mai 1851, date à laquelle cette section originelle de la rue prend, dans le cadre d'alignements et d'urbanisation, les odonymes d'Éblé et d'Oudinot.
Blomet peut aussi avoir été un patronyme. Ainsi le Mercure de France publie-t-il en 1731 une ode « La Goute vaincue » : vaincue par un remède « que M. Blomet, apotiquaire du Roy, distribue sous le nom de Teinture solaire ». Mais le Mercure précise que M. Blomet apoticaire (sic) demeure à Paris rue du Temple, donc point du tout dans le faubourg Saint-Germain.

## Historique

### Le chemin d'Issy du Bas Moyen Âge
Venant du faubourg Saint-Germain, le grand chemin, qui deviendra la rue Blomet — depuis renommée rue Oudinot dans sa première partie — conduisait au village de Vaugirard par un détour, en traversant la seigneurie de Grenelle. Il passait de celle-ci à celui-ci à la hauteur de l'actuelle rue Cambronne après avoir contourné à l'ouest Les Ballerons, un vaste domaine appelé au XVIIIe siècle « La Folie » et aujourd'hui parcouru par la villa Poirier, et à l'est les marais au milieu desquels sera construit en 1724 la Maison royale de l'Enfant Jésus puis, le 28 juillet 1784, ouvert, au bout du parc de cet orphelinat, le cimetière de la paroisse Saint-Sulpice.
Il débouchait au sud là où elle se termine aujourd'hui, sur ce qui semble avoir été les portes fortifiées de Vaugirard, qui ont été ultérieurement intégrées à un château et son domaine dont le nom du dernier propriétaire, en 1784, est conservé dans celui de la rue du Clos-Feuquières, un héritier du marquis de Feuquières.
Le sentier - dont Rebufat affirme qu'il continuait autrefois sans solution de continuité et ne fut interrompu que par la constitution de la propriété devenue celle du marquis de Feuquières - reprenait sous le même nom de « Blomet », ou « des Chiens », de l'autre côté du château, vers le sud, sur ce qui est aujourd'hui la rue du Hameau, et conduisait depuis un carrefour dit « de la Croix Nivert » au hameau du Brave Homme en laissant à droite un terrain étendu jusqu'à la route d'Issy, les Varennes et à sa gauche un lieu-dit La Grotte, où se dressait en 1752 la dernière maison du village.

### Les institutions de la Renaissance et des Temps modernes
C'est sur le territoire de Grenelle, à l'ouest de l'actuelle impasse du Soleil-d'Or, que la paroisse de Vaugirard ouvre, à une date inconnue mais postérieure à celle de sa fondation, le 23 février 1342, un cimetière annexe, loin du centre du village et de l'église, le Cimetière d'en haut, que délimitent au nord et au sud les actuelles rues Blomet et de Vaugirard. En 1573, le site est déjà urbanisé. Vers 1628, les victimes d'une épidémie y sont inhumées. Désaffecté depuis dix ans, le cimetière est vendu en 1654 à monsieur de Maupeou. Le 28 juillet 1659, celui-ci achète l'enclos attenant, délimité par les mêmes rues, à Alexandre Martineau, sieur de Brouville. Il se trouve dès lors voisin d'un marchand de linge parisien nommé Blambiche, et de Gilbert Delaville, procureur près le Parlement. Les travaux de clôture commandés par le parlementaire provoquent par deux fois des démolitions violentes et, à la suite d'une mise en demeure, ouvre deux ans plus tard un procès.

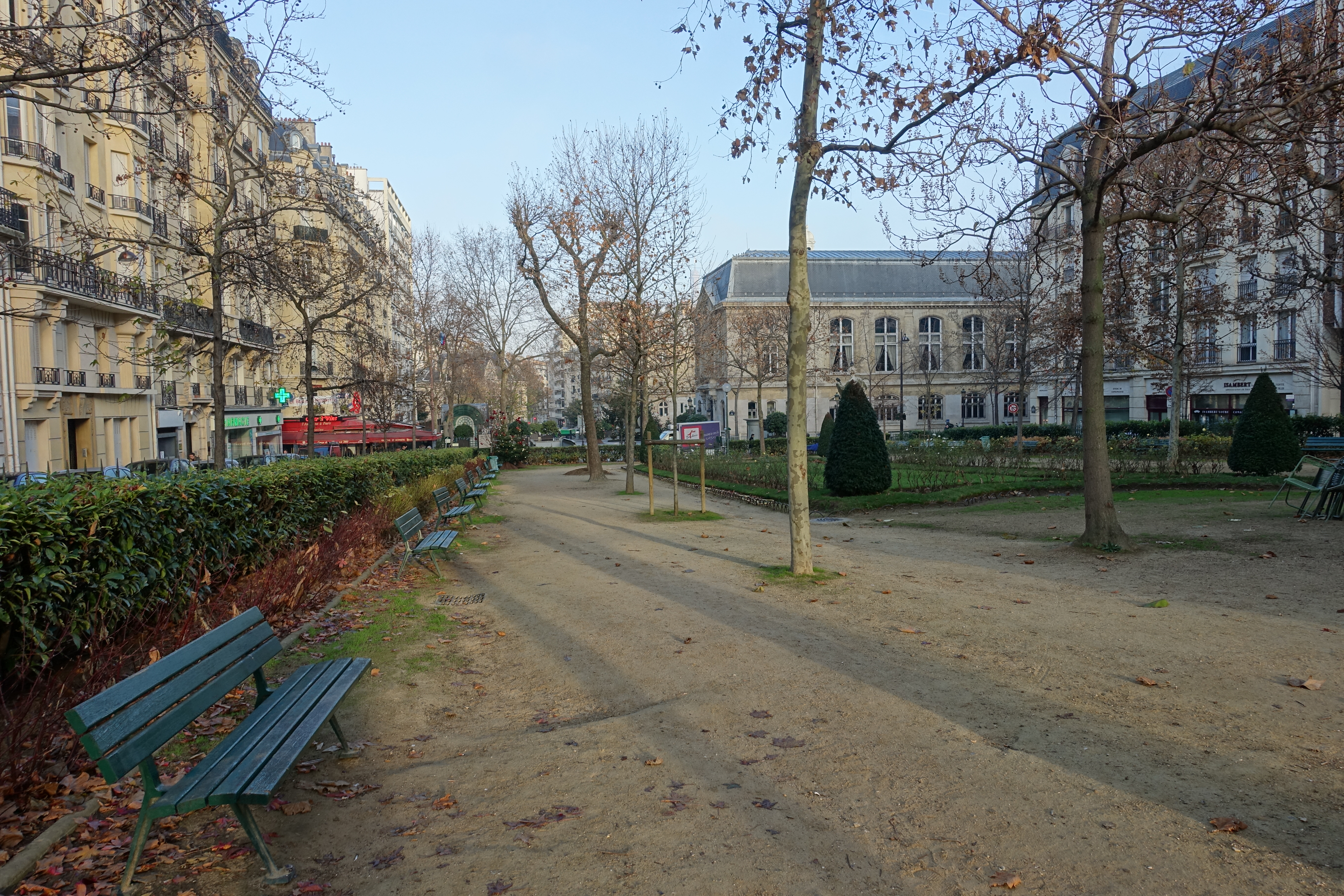
L'ex-place du village avec à gauche les immeubles construits sur ce qui fut le Petit séminaire des Sulpiciens.

À la mort de son fondateur Claude Bernard, en 1641, le Séminaire de la Sainte Famille, dit « les Trente-Trois », du nombre d'élèves, passe à la Compagnie des prêtres de Saint-Sulpice créée cette même année. À ce grand séminaire, sis entre les rues de Vaugirard, des Tournelles et des Vignes en face de l'église aujourd'hui détruite, le supérieur des Sulpiciens, Jean-Jacques Olier, ajoute un petit séminaire situé entre la rue Blomet, la rue de Vaugirard et la place du village.
En 1653, les Petits Augustins font l'acquisition d'un bâtiment proche de l'église de Vaugirard pour en faire leur maison de repos. Le terrain s'étend depuis la route de Vaugirard jusqu'au chemin Blomet le long de ce qui deviendra la rue des Prêtres. Un siècle plus tard, c'est devenu du côté de la rue Blomet un verger remarquable. L'ensemble sera acquis comme bien national par la ville de Paris le 6 mai 1791.
Au milieu du XVIIIe siècle, le collège de Laon fait pareillement sa maison de campagne entre les mêmes voies dans le bâtiment que lui louent les Sulpiciens et qui servait de petit séminaire. C'est au milieu du jardin que sera tracée l'actuelle rue Maublanc.

### Les villégiatures d'avant la Révolution
Sous le règne de Louis XV, le chemin Blomet, qui relève, pour sa partie située au nord-ouest de l'actuelle rue Cambronne sur le territoire de la Grenelle, de l'antique et prestigieuse seigneurie génovéfaine, participe elle aussi au succès des guinguettes qui se sont développées à Vaugirard dès la sinistre fin de règne de Louis XIV et où nobles anciens et robins les plus en vue se retrouvent pour des parties fines. En 1736, le peintre Noël Hallé et ses sœurs héritent d'une propriété sise chemin Blomet, au lieu-dit La Sablonnière, vaste carrière aujourd'hui traversée par le haut de la rue Mademoiselle. L'indivision vend le terrain en deux parties les 7 et 27 janvier 1762. Deux guinguettes y sont construites, Le Cheval blanc et L'Écu de France, qui prospèrent jusque sous la Révolution.

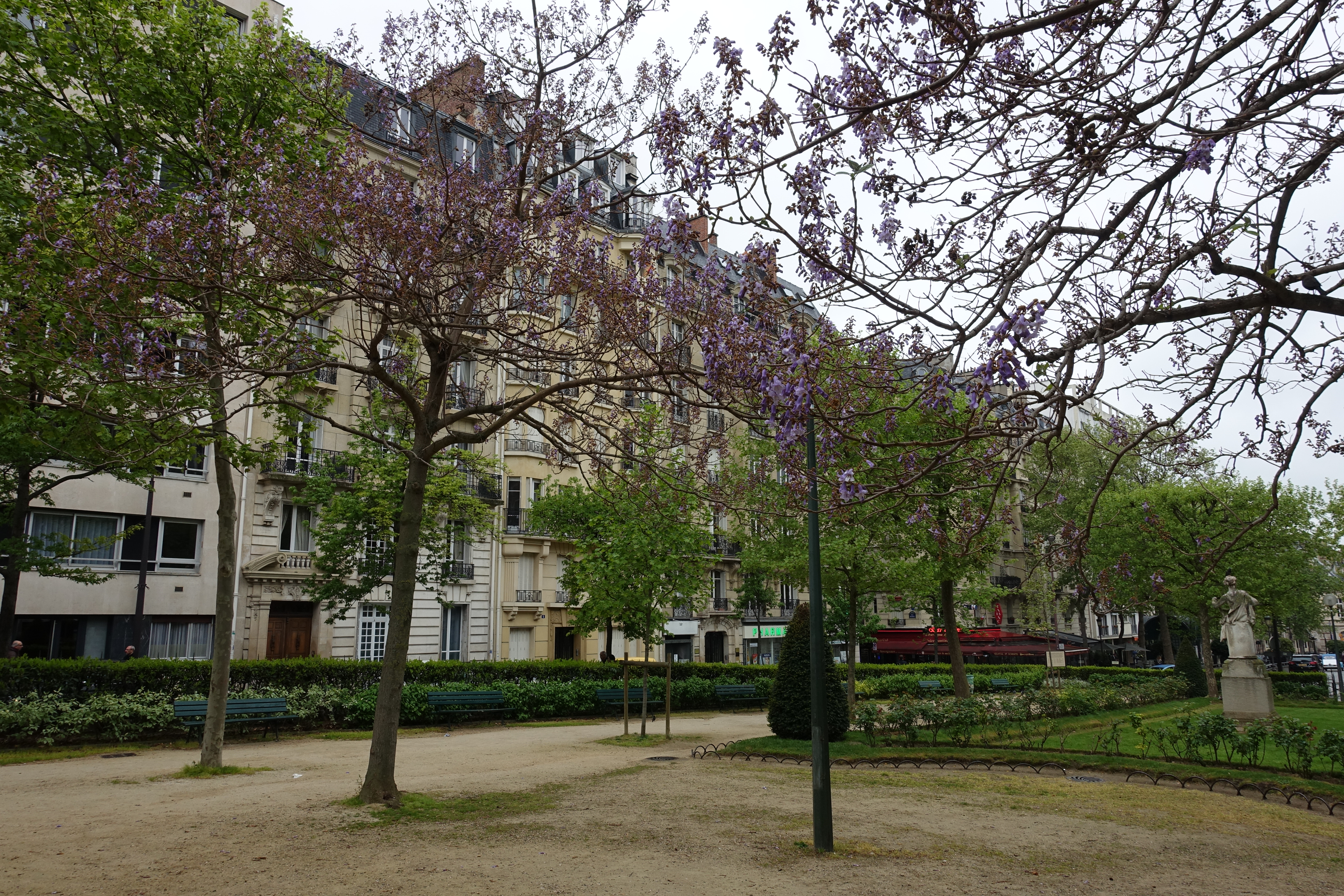
L'ex-place du village avec, à gauche, les immeubles construits sur ce qui fut le parc aux charrois.

À la fin de l'année 1750 ou au début de 1751, entre l'ancien Cimetière d'en haut et la place de Vaugirard, c'est-à-dire entre les actuelles rue Blomet, place Adolphe Chérioux, rue de Vaugirard et rue Cambronne, est construit pour servir au transport entre les carrières de Vaugirard et le chantier des Invalides, un parc aux charrois, dont les bâtiments abritent cent charrettes et hébergent six cents chevaux. L'allée qui, en 1787, le traverse encore en diagonale est aujourd'hui la rue du Général Beuret.
La vocation de la rue Blomet, actuelles rues Éblé et Oudinot[pertinence contestée], à accueillir durant la fin du XVIIIe siècle les résidences secondaires de la haute bourgeoisie germanopratine est illustrée par le médecin des armées, Louis Silvy. Ex-chirurgien de la reine et membre d'une famille protestante rendue plus célèbre par son homonyme janséniste, il décédera en 1789 dans sa demeure de la foire Saint-Germain, dans le quartier du Luxembourg.
À l'Assomption 1768, acte d'impiété provocatrice[Interprétation personnelle ?], Marie-Anne Dangeville, actrice retirée de la scène du Théâtre français en 1763 et entretenue par le cadet Praslin, ouvre aux villageois, après un dîner de « beaux esprits » réunis chez elle pour ce « jour de sa fête », le jardin de sa maison, qui fait face à la résidence du collège de Laon et s'étend du chemin Blomet jusqu'à celui de Sève (prononciation versaillaise de Sèvres). À nouveau en 1773, elle est fêtée le 15 août, cette fois par ses anciens camarades du Théâtre français, qui viennent donner chez elle une représentation privée (d'une pièce, il est vrai, interdite de représentation publique). « Mademoiselle Dangeville » habitera sa « maison de plaisance » de Vaugirard, y recevant de nombreux artistes et littérateurs, jusqu'à la fin des années 1780.
Plus au nord, au 15 rue Blomet, où passe aujourd'hui la rue Émile-Duclaux, est construite en 1764 une fontaine. Le propriétaire, monsieur Lemeunié, aménage un accès descendant fait de trente-six marches. Il y ajoute en 1769 un jardin d'agrément de presque 4 000 m2 pour recevoir les clients. Un prospectus vante les vertus de la panacée. L'eau, parfaitement plate, n'a rien de minéral et la supercherie a été dénoncée par la Faculté dans son rapport le 15 avril 1765. L'exploitant sait cependant trouver des appuis en cour si bien que deux pavillons sont ajoutés à un bâtiment principal et la bonne affaire est vendue par les héritiers au peintre Jean-François Lhuillier le 4 août 1781. La maison des Pavillons, acquise le 28 juin 1790 par une demoiselle Jeanne-Thérèse Dupré, ouvre des succursales rue de Seine et rue Saint-Antoine, et même à Versailles, rue des Récollets. Le propriétaire suivant, monsieur Chapot, élève un bâtiment de trois étages et, à chaque coin du jardin, quatre pavillons de cure où, en 1842, l'eau est distribuée soit au verre, sur place, soit en bouteille, à emporter.

### Vers l'urbanisation et l'intégration à Paris
En 1786 est érigée la partie méridionale du mur des Fermiers généraux. Celui-ci coupe la rue Blomet à hauteur de la barrière de Sèvres, soit l'actuelle station de métro Sèvres - Lecourbe. Seule la partie sud conservera le nom, dans un premier temps, sous celui de « rue Neuve Blomet ». Le 30 brumaire an II, soit le 20 novembre 1793, durant la Terreur, la rue Neuve Blomet a le privilège de voir passer un cortège de la Raison qui défile en l'honneur des martyrs de la Liberté.
En 1820, l'abbé Groult, directeur de l'Association paternelle des chevaliers de l’ordre royal et militaire de Saint-Louis et du mérite militaire, qui est un établissement chargé de l'éducation des orphelins de l'ordre de Saint-Louis, transfère son école à Vaugirard dans un bâtiment qu'il loue aux Sulpiciens. Il s'agit d'un petit séminaire dont le parc s'étend entre le 113, rue Blomet et le 280, rue de Vaugirard du côté est le long de la maison de retraite qui appartenait avant la Révolution au collège de Laon et du côté ouest le long de ce qui deviendra la rue de l'Abbé-Groult. En 1827, l'école déménage de nouveau, pour Versailles, et l'abbé Groult acquiert le domaine valgirardin pour son compte propre.

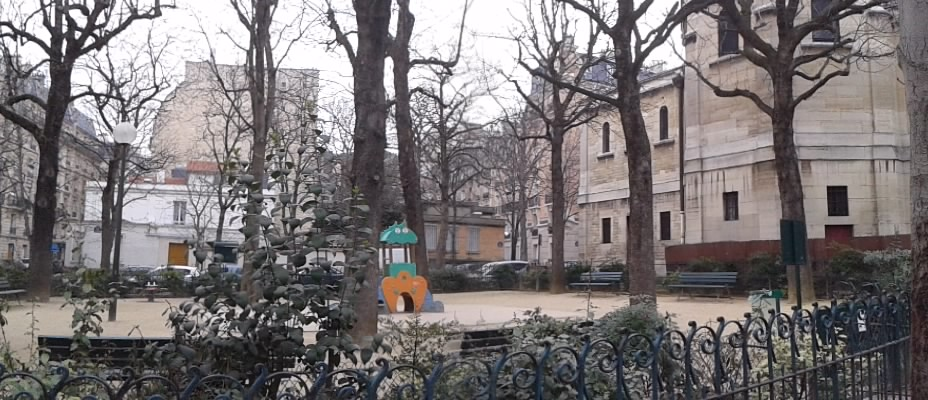
À l'arrière du chevet de la nouvelle église Saint-Lambert, le square aujourd'hui sur l'ancien parc que l'abbé Groult fit du petit séminaire des Sulpiciens.

L'abbé meurt en 1843. Par testament, il lègue un tiers de son terrain ainsi que 10 000 francs pour construire une nouvelle église paroissiale, apte à accueillir une population devenue beaucoup plus nombreuse. La nouvelle église Saint-Lambert est achevée en 1853 et est inaugurée le 19 juin 1856. Dix ans plus tard, la municipalité dégage les abords de l'édifice en démolissant les maisons voisines situées rue Blomet, sur laquelle s'ouvre aujourd'hui le square de l'église.
Vaugirard annexé par Paris le 1er janvier 1860 en application de la loi du 16 juin 1859, la rue Blomet est classée dans la voirie parisienne le 23 mai 1863. Un plan de l'époque montre qu'alors seule la partie de la rue Blomet au nord-est de l'actuelle rue Cambronne, la plus proche de Paris, est urbanisée.

## Bâtiments remarquables et lieux de mémoire
- No 5 : on trouve un des établissements de l'École normale catholique de Paris, école, collège et lycée privés sous contrat avec l'État[48], parfois appelée « lycée Blomet » voire « Blomet » du fait de son adresse.

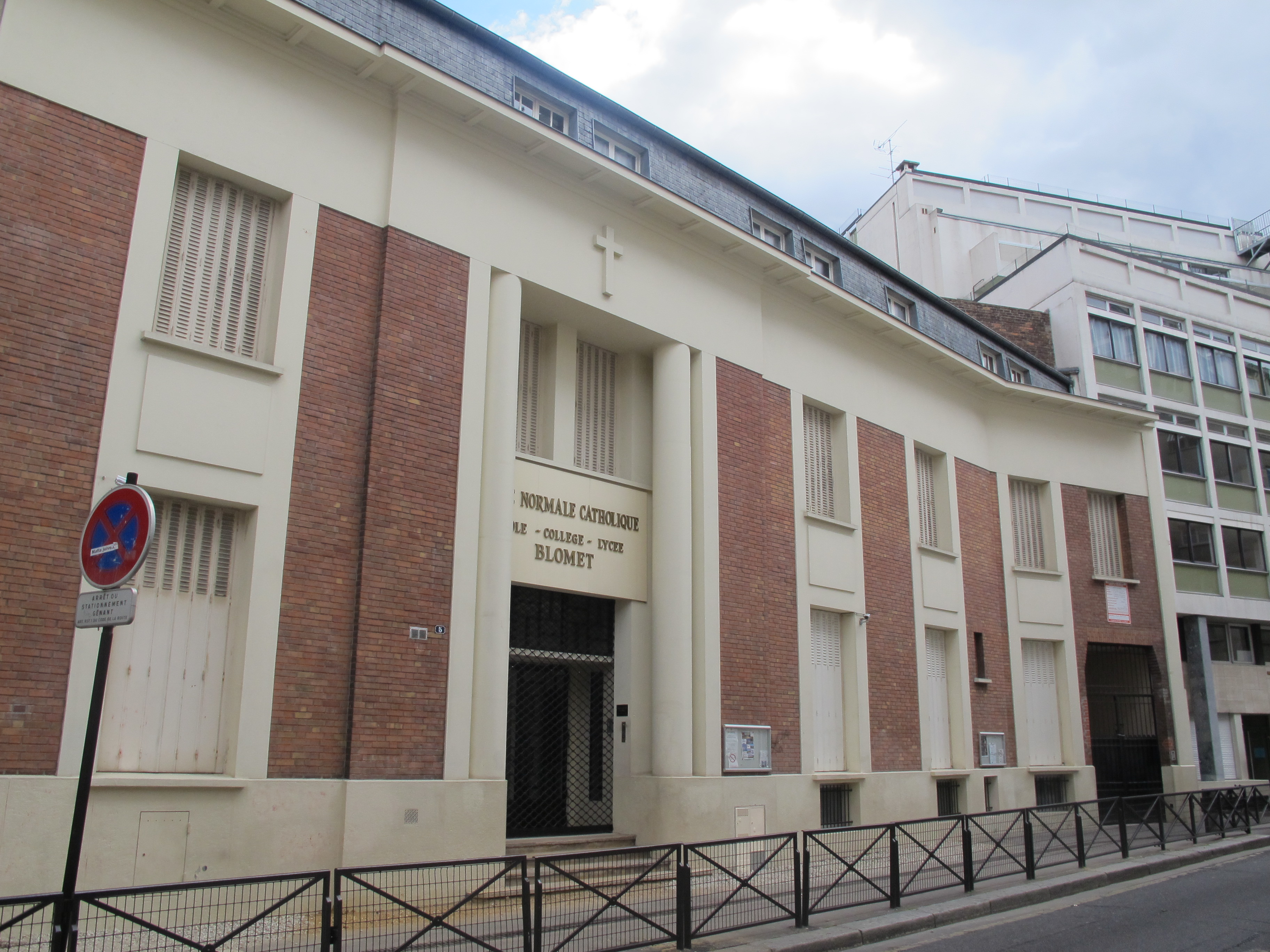
Entrée de l'École normale catholique.
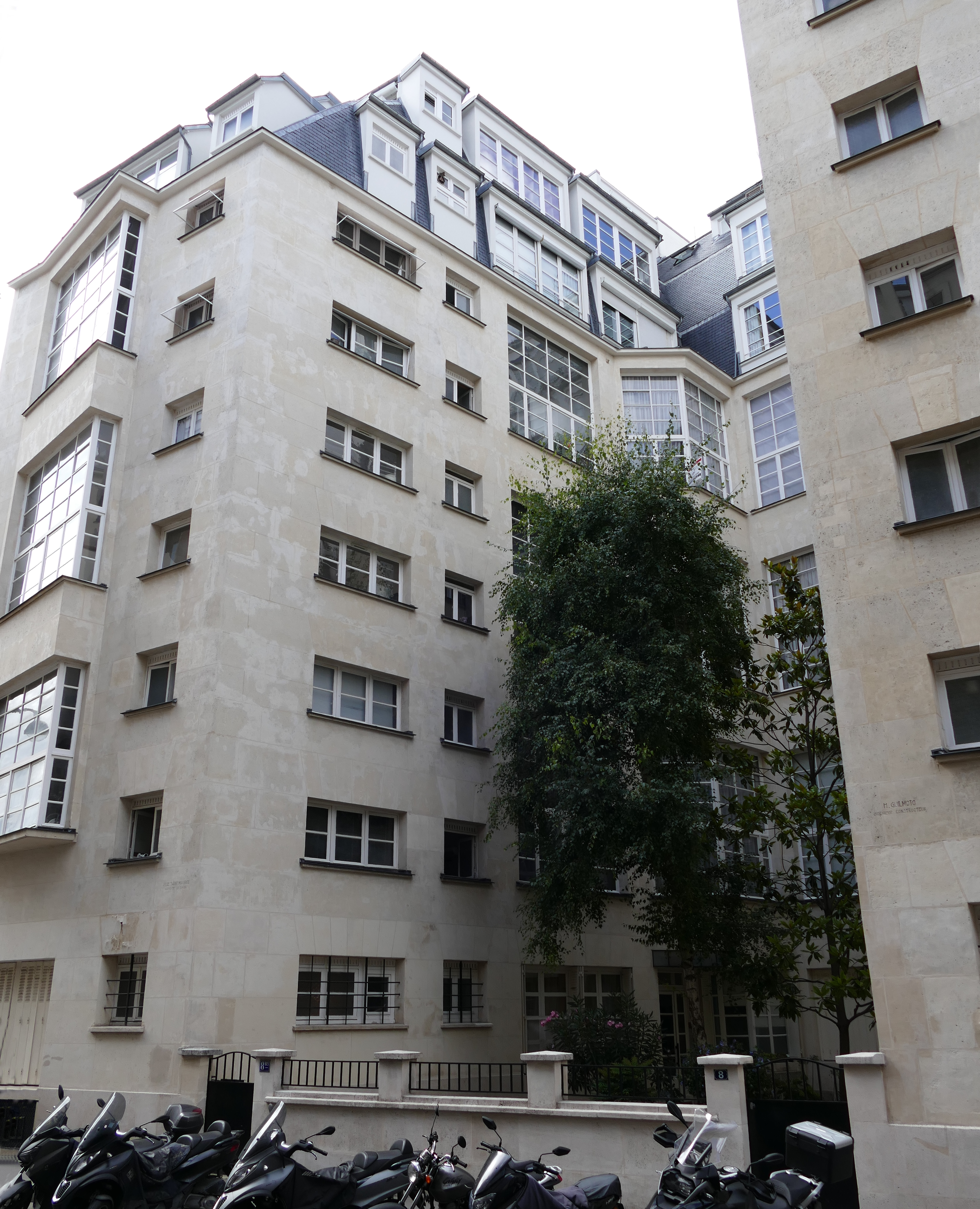
Immeuble no 8 et 8bis.

- No 7 : chapelle et le patronage Notre-Dame du Lys.
- No 8 et 8 bis : Immeuble logement-atelier d'artistes œuvre de l'architecte Jean Pelée de Saint-Maurice (1879-1948)[49]. Disposé en U autour d’une cour ouverte sur la rue, il est composé de grands studios de hauteur double éclairés par des verrières[50].
- No 12 : immeuble Art nouveau en brique dont la porte est composée d'une double ogive asymétrique.
- No 17 : piscine Blomet, construite en 1929 et alimentée par un puits artésien.

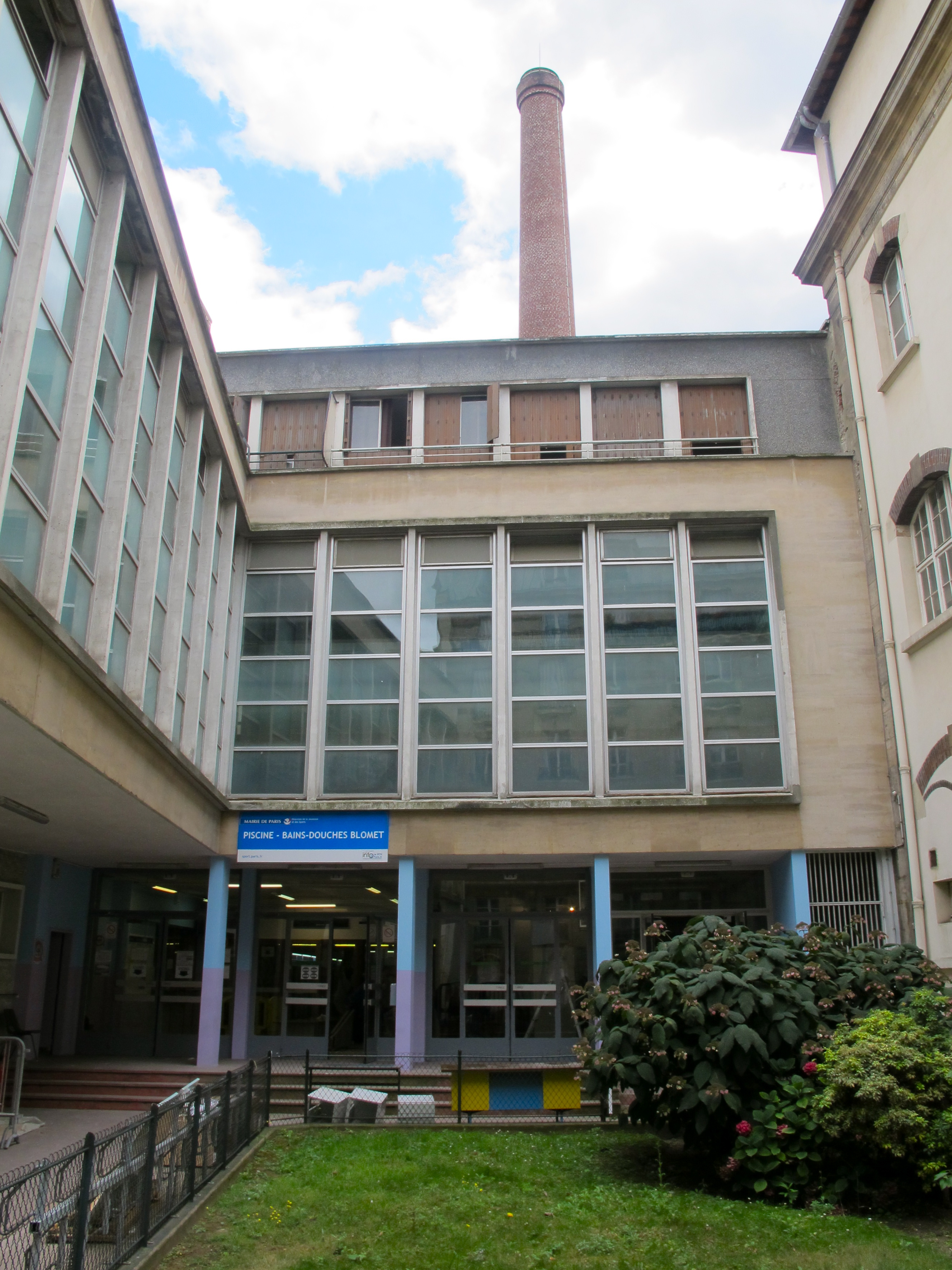
Entrée de la piscine Blomet.

- No 33 : le Bal Blomet, c'était autrefois le Bal Nègre, un haut lieu du Montparnasse des années folles.

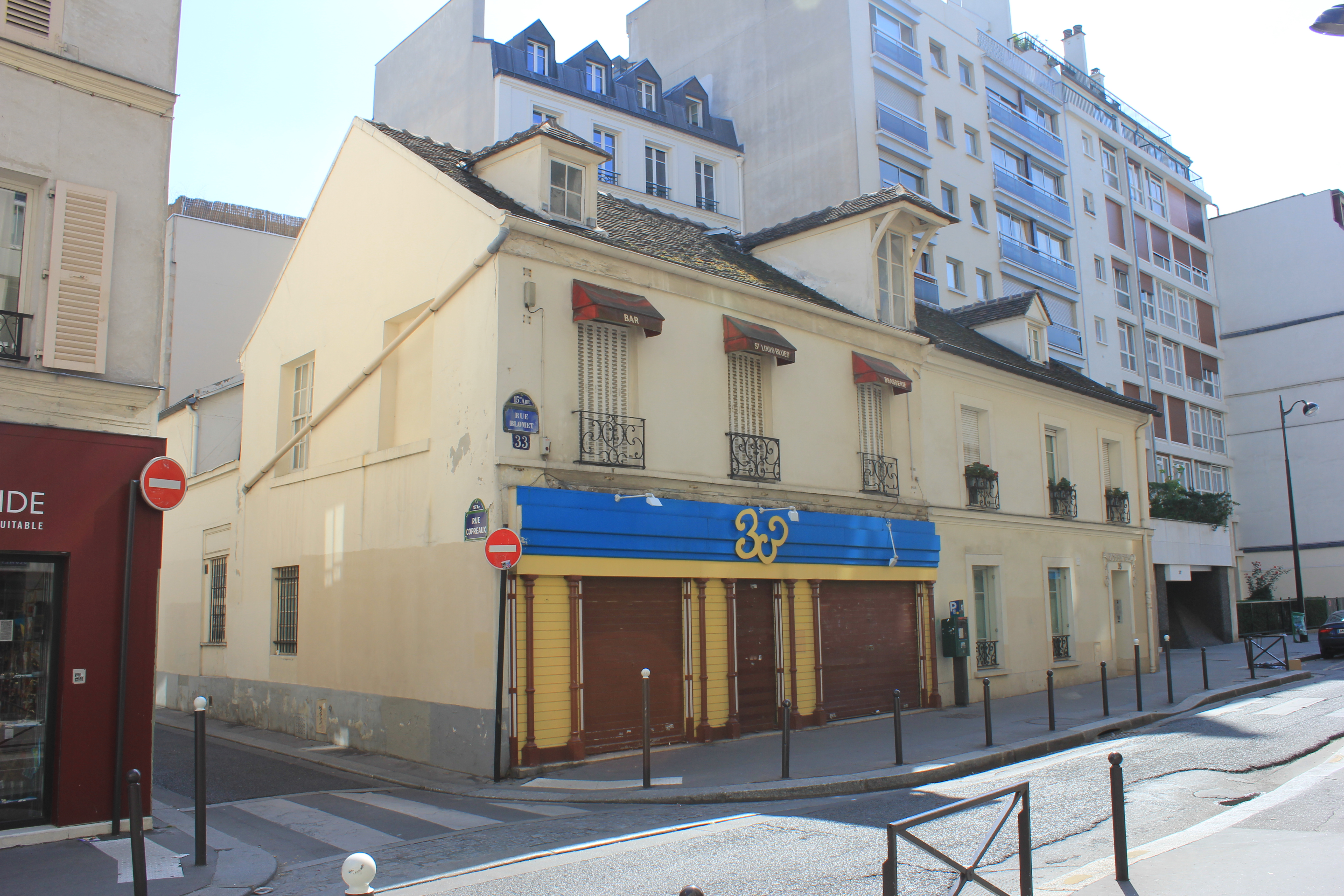
Le Bal Nègre au no 33.
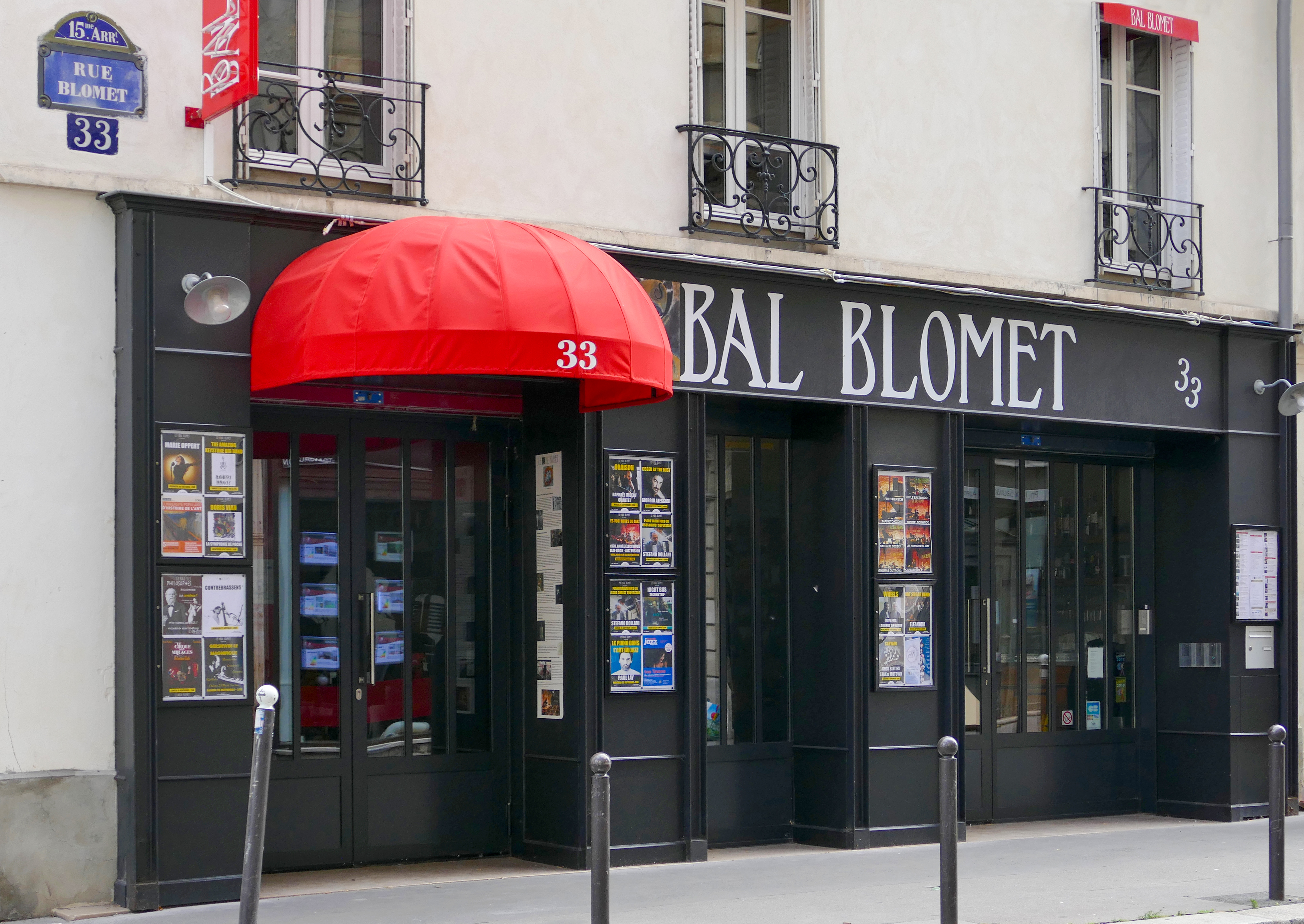
Le Bal Blomet, rénové en 2017.

- No 41 : Renée Béja, artiste peintre, y avait son atelier.
- No 45 : le peintre Pablo Gargallo y avait son atelier , repris par Joan Miró, entre 1920 et 1922[51], à l’emplacement de l’actuel square de l'Oiseau-Lunaire. Le peintre André Masson et le poète surréaliste Robert Desnos résidaient également à cette adresse.

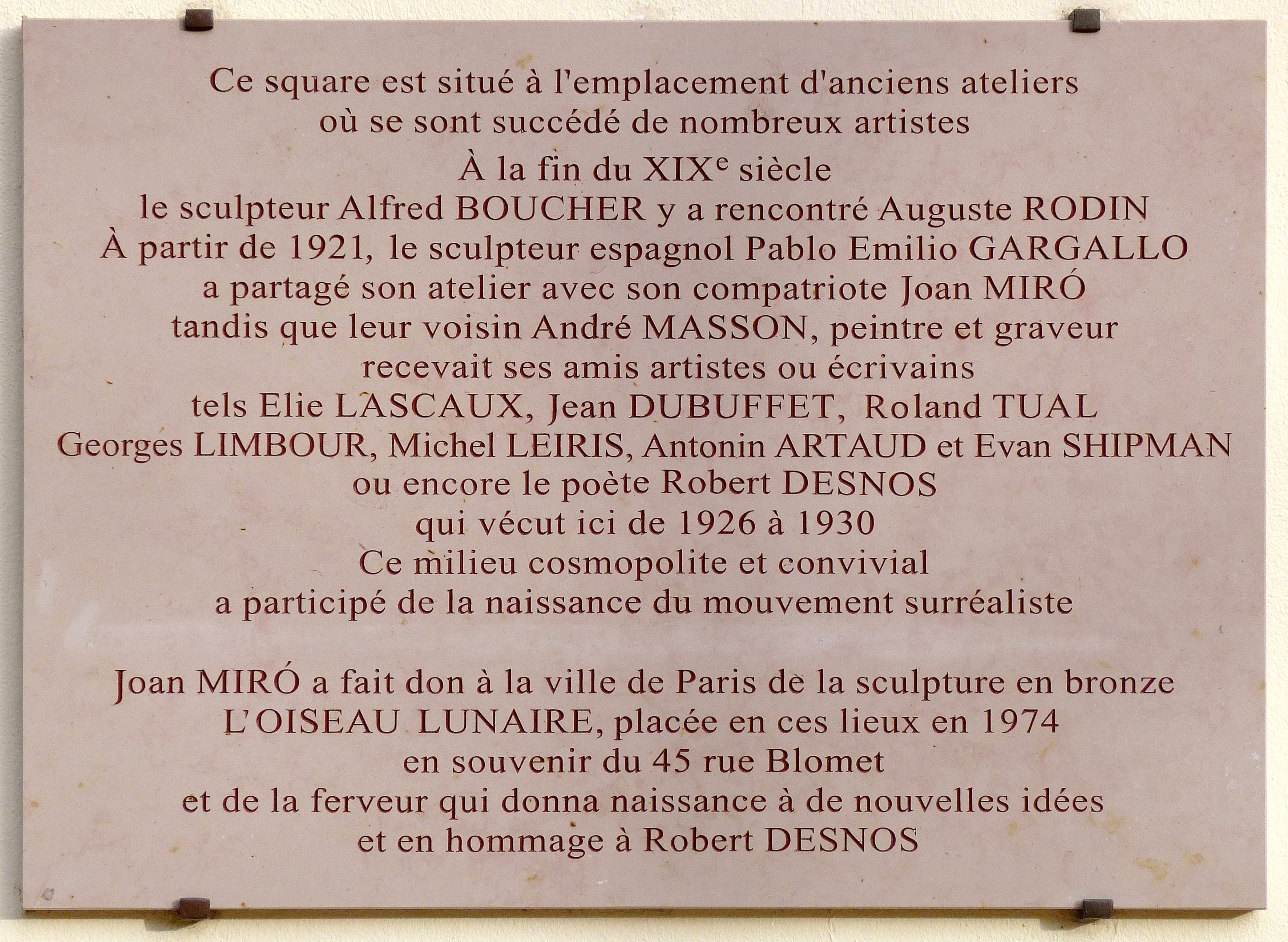
Plaque commémorative, 45, rue Blomet.
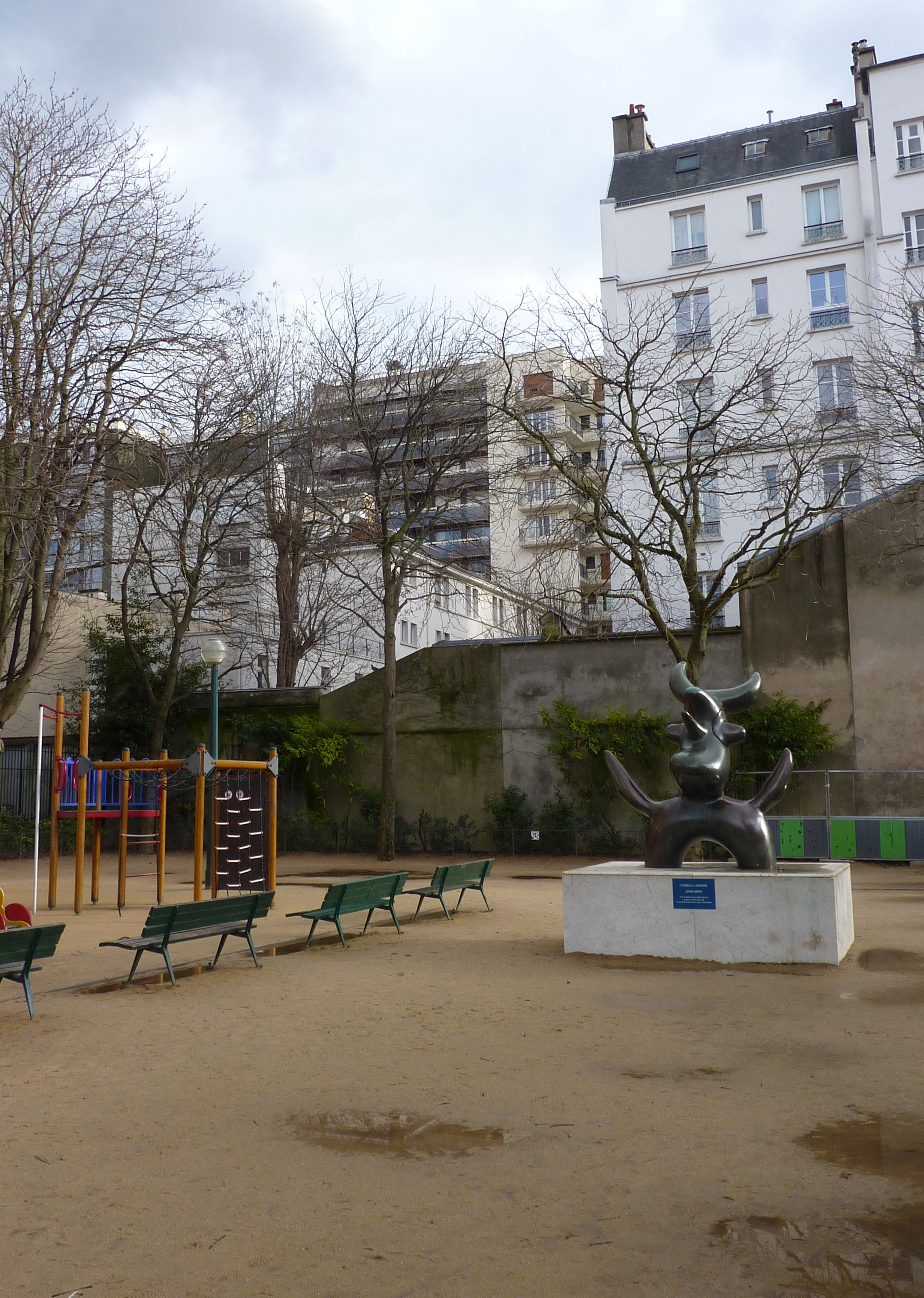
Square de l'Oiseau-Lunaire, 45, rue Blomet.
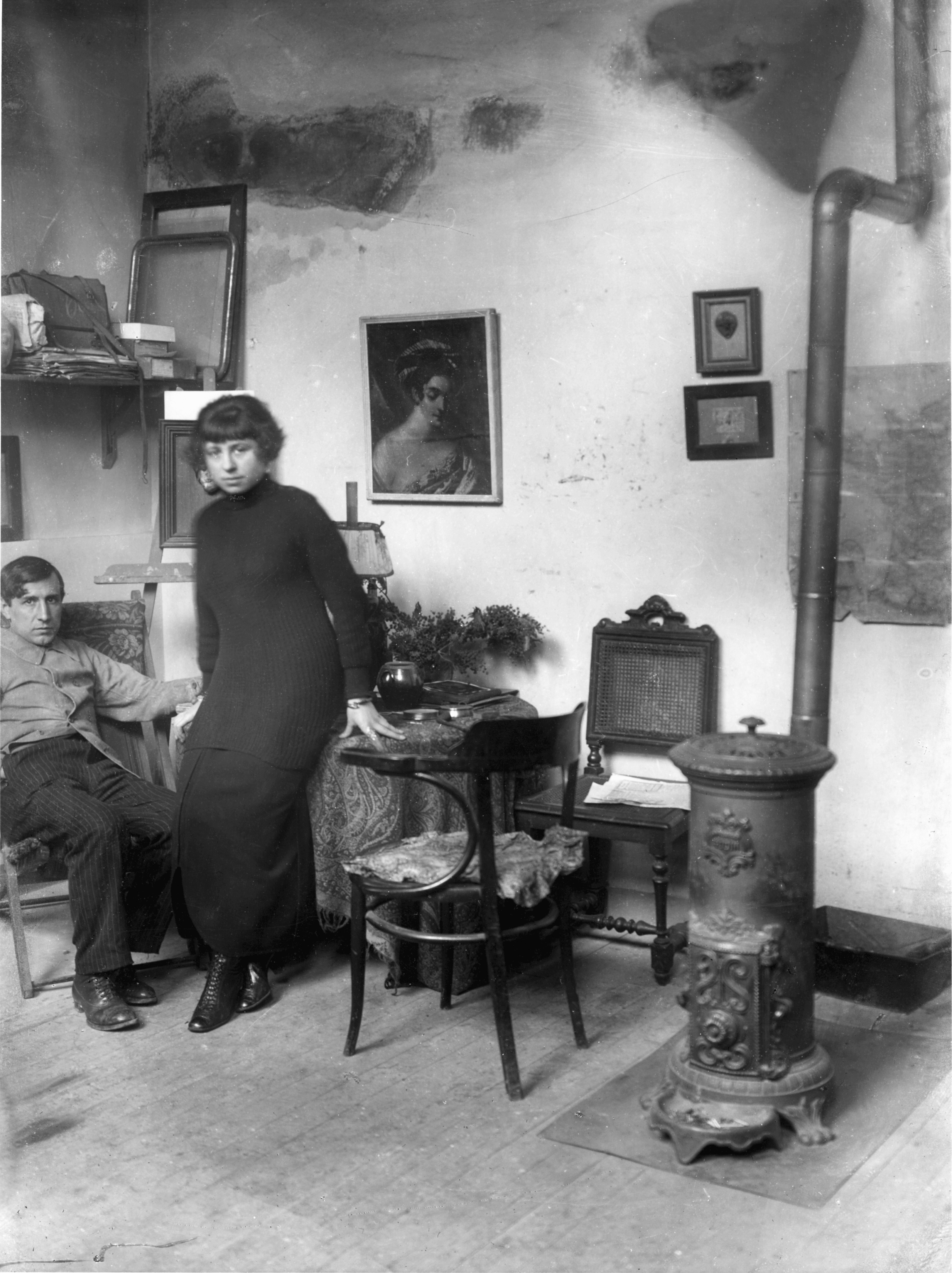
Pablo et Magali Gargallo au 45 rue Blomet en 1913.
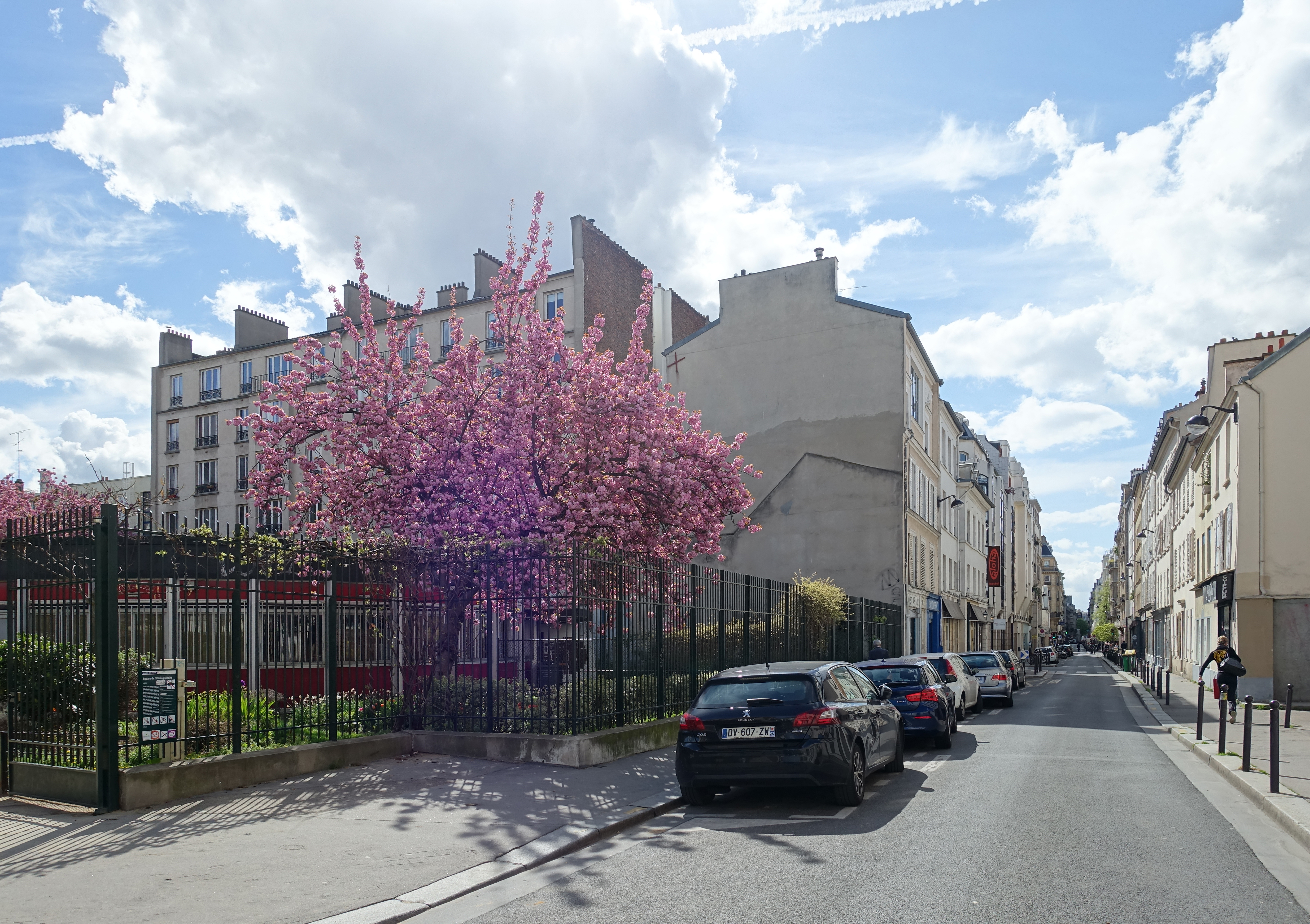
Entrée du square de l'Oiseau-Lunaire, rue Blomet.

- No 48 : Barbara Chase-Riboud, écrivaine et sculptrice, y avait son premier atelier.
- No 55 : ancien atelier construit sous la direction de l'architecte Eugène Dupuis (1839-1917) en 1881[52], pour le peintre Emmanuel Rousseau[49].
- No 108 : devanture inscrite aux MH (arrêté du 23 mai 1984).

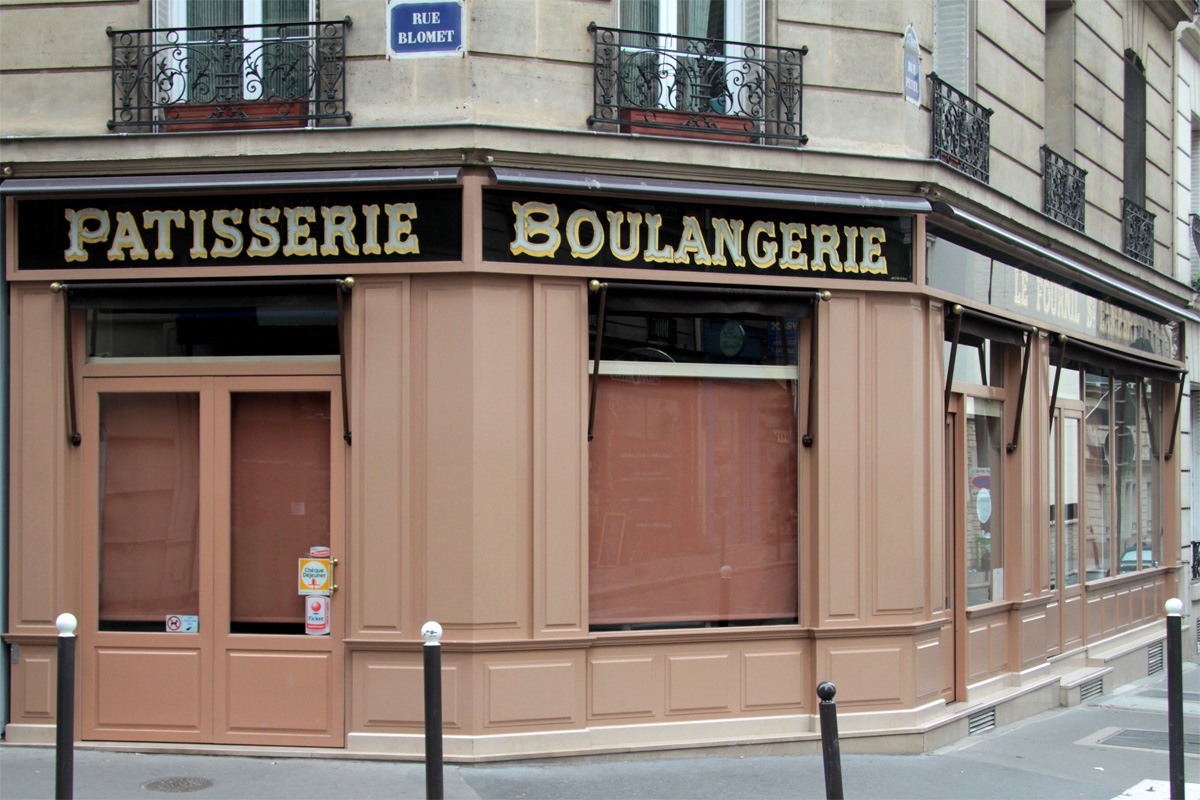
Le no 108.
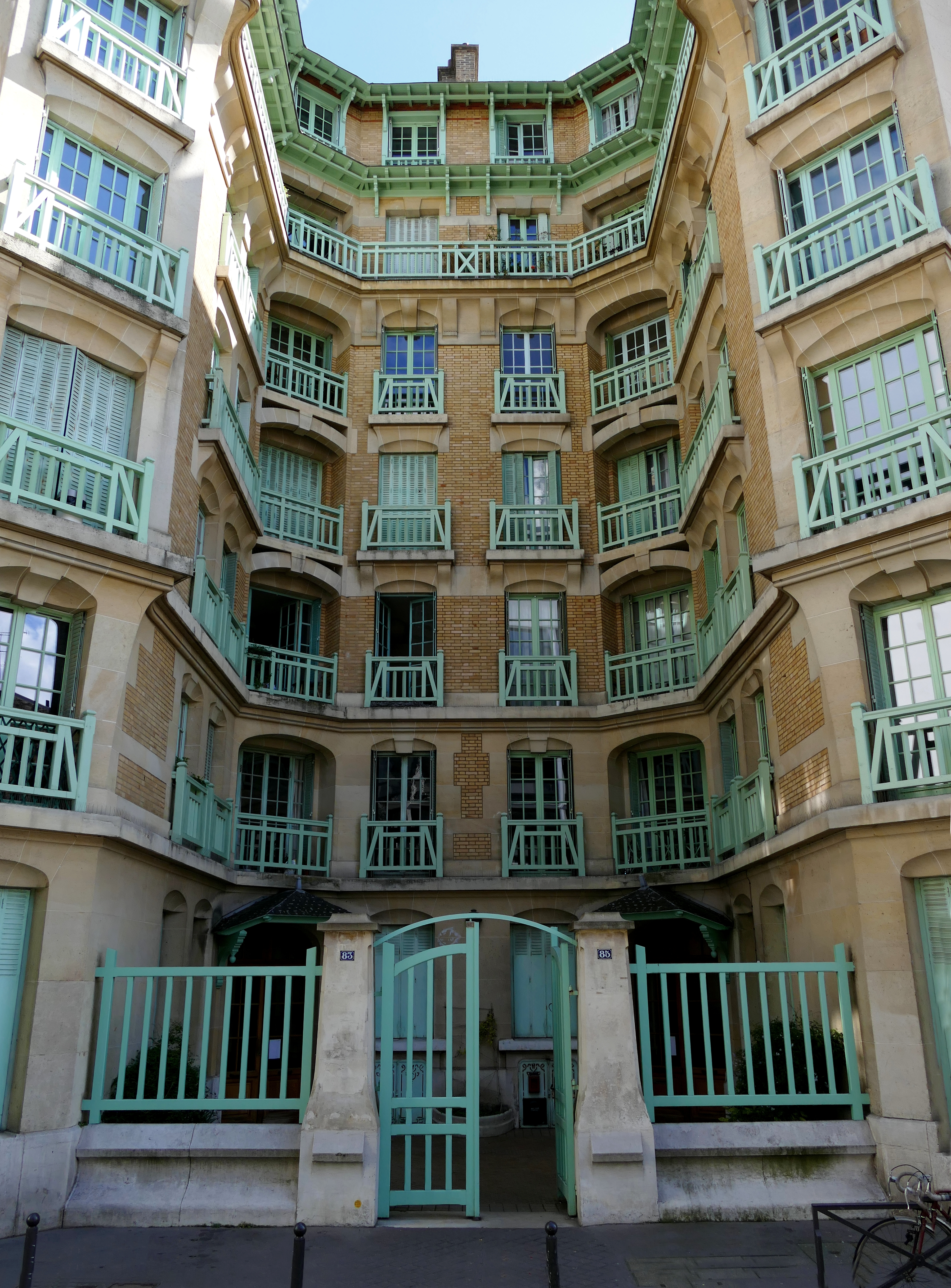
Immeuble no 83 et 85.

- No 83 et 85 : immeuble d'habitation construit en 1909, architecte Charles Lefebvre (1867-1924), d'une conception originale en amphithéâtre de balcons[53].
- No 109 : le peintre Paul Gauguin vécut à cette adresse, dans une maison louée à Armand Félix Marie Jobbé-Duval[54].
- Plusieurs artisans d’art perpétuent la tradition de la reliure, la dorure, l’imprimerie au plomb, l’ébénisterie, l’encadrement.
- No 127 : l'écrivain Léon Bloy vécut à cette adresse[54].
- No 128 : ancien asile de Notre-Dame du Bon-Repos devenu une communauté jésuite.
- No 136 : la chapelle néo-gothique de la clinique Blomet (chapelle des sœurs Sainte-Marie-de-la-Famille) fut construite vers 1890 ; elle possède des vitraux remarquables de Louis-Charles-Marie Champigneulle[55],[56],[57].
- No 148 : entrée secondaire du centre Saint-Jean-de-Dieu[54].
- No 149 et 149 bis : immeuble construit par l'architecte Armand Néret. Sept étages étaient initialement prévus en 1914 ; seuls quatre furent réalisés, en 1923[58].
- No 153 : ici travailla le céramiste Ernest Chaplet de 1881 à 1887 et Jules Dalou, sculpteur, y travailla en sa compagnie.
- No 168 : foyer d'étudiants, le foyer Anne-Marie-Veder.
- No 172 : entrée secondaire de l'hôpital Cognacq-Jay.
- Au début des années 1970, la militante féministe Évelyne Rochedereux réside dans un appartement de la rue Blomet. « Le sol est jonché de matelas pour pouvoir héberger les copines de passage. Et tant pis si le voisinage manifeste sa mauvaise humeur » raconte Le Monde[59].
- No 180 :immeuble d'angle avec la rue Saint-Lambert.

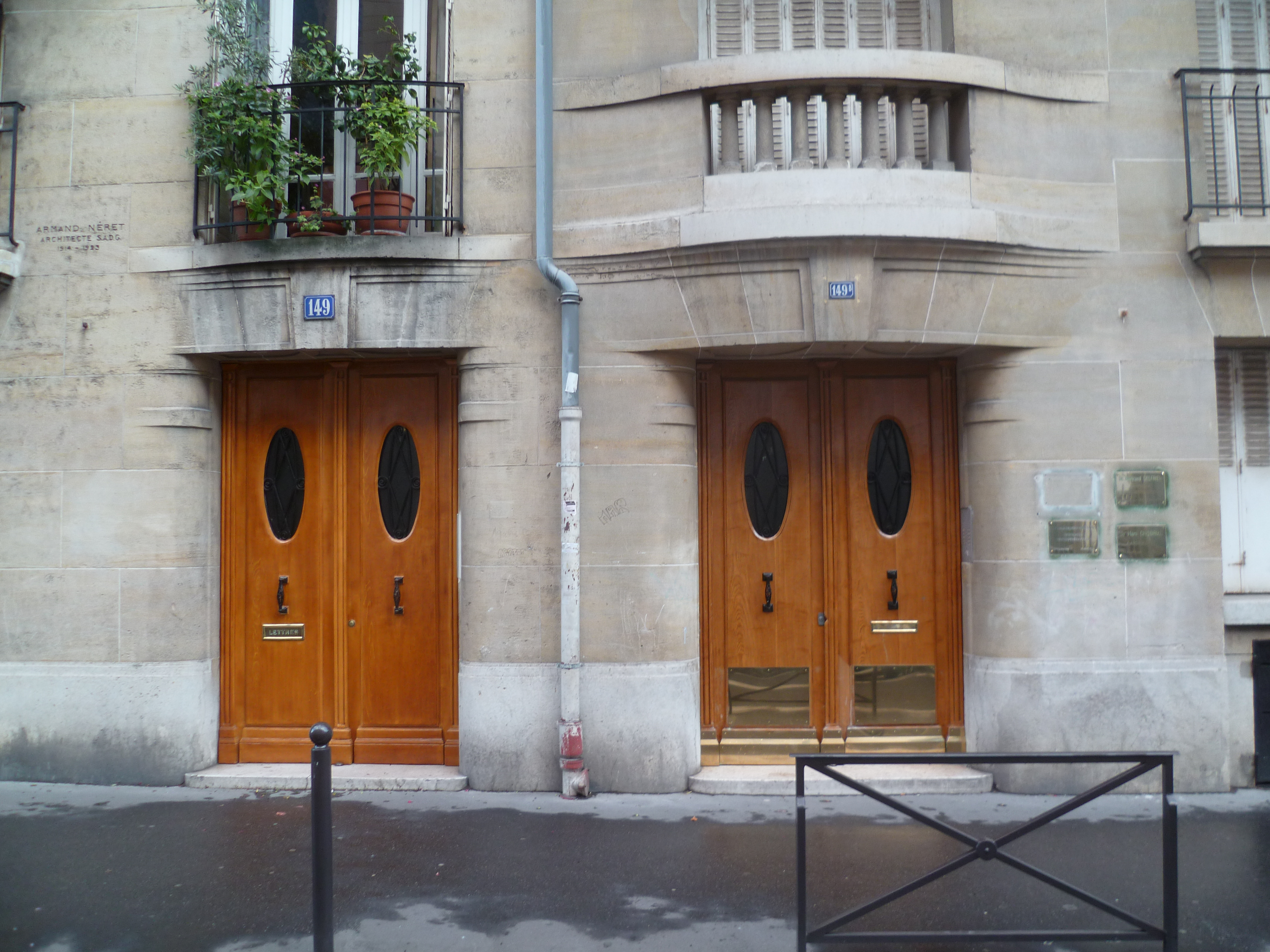
Les portes des nos 149 et 149 bis.
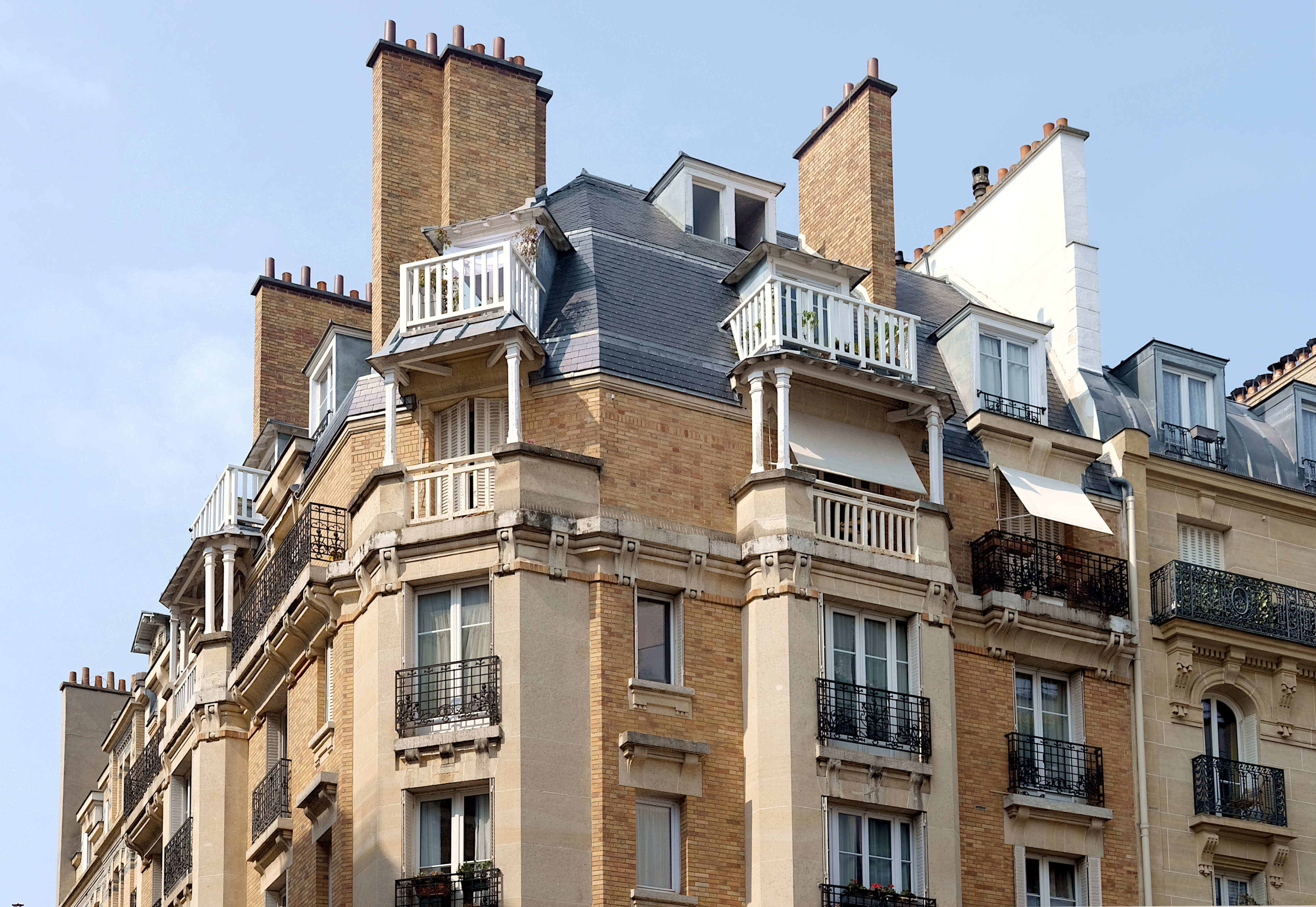
Immeuble d'angle (nos 180) avec la rue Saint-Lambert.

## Sources
1. ↑  Lambeau 1912, p. 31.
2. ↑  [PDF]http://www.blometparadiso.net/doc/rue_blomet.PDF.
3. ↑  http://perso.numericable.fr/parisbal/plans/1730_Roussel.jpg.
4. ↑  Plan général de Paris et des faubourgs de Paris / par le Sr Robert de Vaugondy
5. 1 2 3 4 5  Gaudreau 1842, p. 198.
6. ↑  « Rue Blomet », www.parisrues.com.
7. ↑  Victor Hugo, Les Misérables, partie IV, livre 3.
8. ↑  « La Goute vaincue », Mercure de France,‎ juin 1731, p. 1257 (lire en ligne).
9. 1 2 3  Lambeau 1912, p. 222.
10. 1 2 3  Lambeau 1912, p. 223.
11. ↑  Lambeau 1912, p. 62.
12. ↑  Lambeau 1912, p. 249.
13. ↑  Lambeau 1912, p. 246.
14. 1 2 3 4  Lambeau 1912, p. 391.
15. ↑  Rebufat 1930
16. 1 2  O. Th. Lefèvre, « Vaugirard », Atlas communal du département de la Seine, Avril frères, Paris, 1859.
17. ↑  Lambeau 1912, p. 79.
18. 1 2 3 4 5  Lambeau 1912, p. 225.
19. 1 2 3  Lambeau 1912, p. 224.
20. ↑  Lambeau 1912, p. 184.
21. ↑  Lambeau 1912, p. 183.
22. 1 2 3 4 5 6  Lambeau 1912, p. 179.
23. ↑  Lambeau 1912, p. 195.
24. ↑  Lambeau 1912, p. 198.
25. ↑  Lambeau 1912, p. 200.
26. ↑  Lambeau 1912, p. 372.
27. ↑  Lambeau 1912, p. 371.
28. ↑  Marie-Angélique de Coulanges, lettre à madame de Sévigné, 4 août 1694.
29. ↑  Lambeau 1912, p. 336.
30. ↑  Lambeau 1912, p. 337.
31. ↑  Lambeau 1912, p. 55.
32. ↑  Journal de Paris, Paris, 1789, p. 1346.
33. ↑  « Minutes et répertoires du notaire Charles Denis de Villiers, 2 octobre 1780 – décembre 1789 (étude XXIX) », Minutier central des notaires de Paris, cote 596, Archives nationales, Pierrefitte-sur-Seine, 18 juin 2013.
34. 1 2  Bachaumont, Mémoires secrets pour servir à l'histoire de la république des lettres en France, t. 4, Londres, John Adamson, 1780 (lire en ligne), p. 85.
35. ↑  Lambeau 1912, p. 388.
36. ↑  Lambeau 1912, p. 389.
37. ↑  « Fête particulière », Mercure de France,‎ octobre 1773, p. 146 (lire en ligne).
38. ↑  Lambeau 1912, p. 390.
39. 1 2  Lambeau 1912, p. 368.
40. 1 2  Lambeau 1912, p. 369.
41. 1 2 3  Lambeau 1912, p. 370.
42. ↑  Gaudreau 1842, p. 10.
43. ↑  G.-F. Rouelle, Exposé des principes et vertus d'une source découvert à Vaugirard dans le jardin de M. Le Meunnié, Valleyre l'aîné, Paris, 1769, consultable cote 901-157, BHVP, Paris.
44. ↑  Gaudreau 1842, p. 12.
45. ↑  Lambeau 1912, p. 335.
46. ↑  Lambeau 1912, p. 334.
47. ↑  Lambeau 1912, p. 139.
48. ↑  « École normale catholique » (consulté le 30 août 2022).
49. 1 2  « Les ateliers de Montparnasse », sur ArcGIS StoryMaps, 8 novembre 2023 (consulté le 15 novembre 2023)
50. ↑  Sur le site Paris-promeneurs.com
51. ↑  Drugeon F, Miró et le surréalisme, L'Objet d'art, Hors-série N° 130, septembre 2018, p17-23
52. ↑  Brigitte Hermann, Sophie-Marguerite, Paris 15e, balades et bonnes adresses, Paris, Christine Bonneton, 2010, 224 p. (ISBN 9782862534923), p. 125.
53. ↑  Charles Lefebvre sur le site PSS-archi.eu.
54. 1 2 3  Brigitte Hermann, Sophie-Marguerite, Paris 15e. Balades et bonnes adresses, p. 17-21.
55. ↑  « De la maison de santé des sœurs de Sainte-Marie de la Famille à la clinique Blomet », résumé d'un article de François de Béru, Bull. Soc. hist. & arch. du XVe arrondt de Paris, no 39.
56. ↑  Règlement du PLU, tome 2, annexe VI : « Protections patrimoniales, 15e arrondissement », http://www.paris.fr/portail/viewmultimediadocument?multimediadocument-id=76480.
57. ↑  Martine Callias Bey, « Les édifices néogothiques parisiens et leurs verrières : églises et chapelles catholiques », In Situ, no 11, 22 juillet 2009. Voir la photo no 8.
58. ↑  « 149-149bis, rue Blomet », pss-archi.eu, consulté le 5 janvier 2023.
59. ↑  Gaspard Dhellemmes, « Le gai activisme des Gouines rouges », sur lemonde.fr, 13 août 2022 (consulté le 14 août 2022).